# Jollas geniculatus
Espèce
Synonymes
- Jollas peritas Banks, 1929
- Neon armatus Caporiacco, 1947

Jollas geniculatus est une espèce d'araignées aranéomorphes de la famille des Salticidae.

## Distribution
Cette espèce se rencontre au Venezuela, à la Trinité, au Guyana, en Colombie et au Panama.

## Description
Le mâle holotype mesure 2,5 mm.

## Publication originale
- Simon, 1901 : Descriptions d'arachnides nouveaux de la famille des Attidae (suite). Annales de la Société Entomologique de Belgique, vol. 45, p. 141-161 (texte intégral).